# Sustav bodovanja po Rugby unionu
Sustav bodovanja po Rugby Unionu je sustav kojeg je ustanovila Ragbijaška Unija, radi poticanja napadačke igre.
Po ovom sustavu, dobiva se:
- 4 boda za pobjedu
- 2 za neriješen ishod
- dodatni bod za poraz od 7 ili manje razlike
- dodatni bod ako se postigne 4 polaganja ili više